# 만찬 (2014년 영화)
"만찬"은 2014년에 개봉한 대한민국의 영화이다.

## 캐스팅
- 정의갑 : 인철 역
- 박세진 : 혜정 역
- 전광진 : 인호 역
- 이은주 : 경진 역
- 유하늘 : 재현 역
- 김수복 : 아버지 역
- 백낙순 : 어머니 역
- 최지웅 : 경태 역
- 차순배 : 검은차 남자 역
- 최두영 : 인철사무실 부장 역
- 남윤길 : 경진 애인 역
- 박인정 : 부동산업자 역
- 박종보 : 대리운전사장 역
- 유연 : 경태 처 역
- 성홍일 : 형사 1 역
- 홍기준 : 형사 2 역
- 박인수 : 형사 3 역
- 방영 : 낚시꾼 역
- 이주생 : 중년남자 역
- 이동원 : 젊은남자 역